# دع شعبي يذهب (كتاب)
دع شعبي يذهب: قصص الكتاب المقدس يرويها رجل حر ملون هو كتاب صدر عام 1998 من تأليف باتريشيا مكيساك. تدور أحداثه في ولاية كارولينا الجنوبية في القرن التاسع عشر، يتحدث الكتاب عن عبد مُحرَّر اسمه برايس جيفريز، الذي يستخدم قصص الكتاب المقدس من العهد القديم للإجابة على الأسئلة التي تطرحها ابنته شارلوت حول الأشياء التي تراها حولها.

## الاستقبال
مجلة بوكليست في مراجعتها لدع شعبي يذهب وصفته بأنه "مشوق" واختتمت، "بإيقاع وحميمية التقليد الشفهي، فإن هذا هو سرد القصص لمشاركة الأسرة والمجموعة وأيضا للحديث عن التاريخ وعلاقاتنا مع عوالم العهد القديم."  وجدت مجلة سكول لايبراري جورنال أنها "مزيج بارع من قصص الكتاب المقدس والتاريخ الأمريكي الأفريقي." 
كما راجع الكتاب أيضًا كل من بابليشرز ويكلي  ومجلة كتاب القرن  واتصال الوسائط بالمكتبة  ومراجعة الثقافات المتعددة والأبوة والأمومة.

## الجوائز
- 1998 كتاب خيارات رأس المال الجدير بالملاحظة للأطفال والمراهقين [5]
- 1998 اختيار سي سي بي سي [6]
- جائزة آن إيزارد لرواة القصص لعام 2000 – الفائز [7]